# Петър Павел
Петър Павел (на чешки: Petr Pavel) е чешки политик и армейски генерал в оставка, избран за президент на Чешката република на избори в два тура през януари 2023 г. Поема функцията Президент на Чехия след заклеване пред общото събрание на двукамерния парламент на страната на 9 март 2023 г.  . С резултат 58,32% от гласовете на втори тур печели президенския пост срещу бившия премиер Андрей Бабиш.
В периода 2012 – 2015 е началник-щаб на Генералния щаб на армията на Чешката република, а от 2015 до 2018 е председател на Военния съвет на НАТО.

## Образование
Петър Павел е роден в градчето Плана (Пилзенски край). Израства в семейството на военен (баща му е полковник от Чехословашката армия), а майка му е завършила икономика. Учи последователно във Военна гимназия „Ян Жижка“ в Опава и във Висшето военно училище за сухопътни войски във Вишков, което завършва през 1983 г. По-късно, между 1988 и 1991 г., учи във Военната академия в Бърно. След Нежната революция посещава квалификационни курсове за висши офицери в Колежа за военно разузнаване, САЩ (National Intelligence University, Bethesda, USA), в Щабния колеж в Кембърли, Англия (Staff College, Camberley), в Кралския колеж по отбранителни изследвания, Лондон, 2005 (Royal College of Defence Studies) и в Кралския колеж в Лондон (2005 – 2006), където завършва следдипломна квалификация по международни отношения.
Владее английски, френски и руски език.

## Военна кариера
След завършване на висшето военно образование през 1983 започва като офицер в парашутно-десантни войски, първоначално като командир на взвод, а по-късно, с чин капитан – на рота. През 1988 г. преминава в Разузнавателната служба към Генералния щаб, а след завършване на Военната академия (1991) е назначен в Генералния щаб на Чехия. През 1992 – 1993 с чин подполковник участва в миротворческата мисия UNPROFOR в бивша Югославия, където успешно ръководи операция по спасяването на около 50 френски военнослужещи, попаднали под минометен обстрел във военната зона между Хърватска и Сърбия, за което е награден с френски Военен кръст, Орден на Почетния легион и с чешки медал „За героизъм“. От 2011 е заместник-началник, а от 2012 – началник на Генералния щаб на Чешката армия. В периода 2015 – 2018 е избран за председател на Военния комитет на НАТО. Удостоен с генералски звания:
- 2002 – бригаден генерал
- 2010 – генерал-майор
- 2012 – генерал-лейтенант
- 2014 – армейски генерал

## Президенска надпревара
Името на Петър Павел като евентуален кандидат се появява още преди предните президенстки избори през 2018 г., но не се включва сред кандидатите тогава. На 29 юни 2022 потвърждава, че ще се яви на изборите за президент през януари 2023 г. като независим кандидат. Започва събирането на подписи, а кампанията се финансира от дарители. Според социологически проучвания на три водещи агенции вероятността е да събере 22 – 25% на първи тур и с предполагаема вероятност да победи бившия премиер на страната Андрей Бабиш на втори тур в съотношение 58:42 %.
О.з. ген. Петър Павел официално обявява кандидатурата си на 6 септември 2022 като независим президент със слоган „Да върнем реда и спокойствието в Чехия“. Подкрепа му декларират трипартийната правителствена коалиция „СПОЛУ“ (Заедно) с председател настоящия премиер Петър Фиала, някои симпатизанти на Чешката пиратска партия и партийно необвързани граждани. С актив от 35,40% Петър Павел се класира за втория тур срещу опонента си Андрей Бабиш (34,99%). Практически всички отпаднали кандидати за президент от първия тур призовават избирателите си да гласуват за Павел на втори тур, който той печели с 58,32 към 41,67 %. Встъпването в длъжност на новоизбрания президент на Република Чехия е планирано за 9 март 2023 г., когато по протокол трябва да положи клетва пред двукамерния парламент на страната. По конституция Президентът на Р. Чехия има право на два последователни мандата.